# Élisée Allard
Élisée Allard fut, pendant la Seconde Guerre mondiale, un agent secret français du Special Operations Executive.

## Identités
- État civil : Élisée Albert Louis Allard
- Comme agent du SOE :
  - Nom de guerre (field name) : « Henrique »
  - Nom de code opérationnel : MILLIONAIRE
  - Fausse identité : Charles Montaigne

Parcours militaire : SOE, section F, General List ; grade : lieutenant ; matricule : 313354.

## Éléments biographiques
Élisée Allard naît à Vieux-Condé (Nord) le 14 juillet 1916. Il est fils de mineur.
En 1939, il est mobilisé dans un groupe de reconnaissance de division d'infanterie (GRDI)[Lequel ?]. Chef de groupe franc, il est blessé par une mine et reçoit deux citations élogieuses.
En 1940, prisonnier, il est interné dans un stalag de Poméranie. Après trois tentatives d'évasion, il parvient à gagner la France en 45 jours avec 75 biscuits de guerre comme seule nourriture. À bout de forces, il est trouvé à Pontarlier, appuyé contre un mur, par un autre prisonnier évadé, Marcel Leccia.
En 1942, il travaille à la Maison du Prisonnier de Limoges. Marcel Leccia et lui décident de rejoindre Londres. Ils franchissent clandestinement les Pyrénées, et sont faits prisonniers par la police franquiste. Ils s'évadent de leur prison de Madrid, et, avec une boîte de sardines comme seule pitance, gagnent le Portugal. Là, ils sont appréhendés par la police portugaise, et de nouveau enfermés. Ils réussissent à alerter le consulat britannique, et par ce biais, à gagner l'Angleterre. Après un séjour de vingt jours dans une maison d'arrêt pour vérification de leur situation, ils sont recrutés par le Special Operations Executive. Ils suivent un entraînement intensif, au cours duquel ils se lient avec Pierre Geelen. Les trois hommes sont parachutés dans la nuit du 5 au 6 avril 1944 à Néret dans l'Indre pour former le réseau LABOURER : Marcel Leccia « Baudouin », est le chef du réseau, Élisée Allard « Henrique » est son second, et Pierre Geelen « Pierre », son opérateur radio.
Pour des récits détaillés de cette période, se reporter à l'article Marcel Leccia, section Mission en France : Récit de la réception de l'équipe LABOURER et Activité de l'équipe LABOURER.
Début mai, moins d'un mois après leur arrivée, à Paris où ils cherchent à établir des contacts, Marcel Leccia, Élisée Allard et Pierre Geelen sont dénoncés et arrêtés.
Élisée Allard est déporté à Buchenwald le 5 août. Traversant la Champagne, le train qui l'emmène en Allemagne est bombardé aux environs de Châlons-sur-Marne et mis hors d'usage. Un camion l'achemine à Verdun, Metz, puis Sarrebruck, puis à nouveau en train jusqu'à Buchenwald.
Élisée Allard est exécuté le 14 septembre 1944, suspendu par le cou à un crochet scellé dans le mur du four crématoire.

## Reconnaissance

### Distinction
La brochure Le Mémorial de la section F ne mentionne aucune distinction.

### Monuments
- En tant que l'un des 104 agents du SOE section F morts pour la France, Élisée Allard est honoré au mémorial de Valençay (Indre).
- Une stèle est érigée à Néret à la mémoire du groupe de trois agents SOE qui étaient venus installer le réseau LABOURER (Marcel Leccia, chef du réseau, Élisée Allard, son adjoint et Pierre Geelen, son opérateur radio). La stèle se trouve à l'endroit où ils avaient été parachutés en 1944. Lieu : Néret dans l'Indre, au sud-est de Châteauroux, au lieu-dit Acre, au bord de la route du Château d'Acre. Date d'inauguration : 26 mai 1946.
- au camp de Buchenwald, une plaque, inaugurée le 15 octobre 2010, honore la mémoire des officiers alliés du bloc 17 assassinés entre septembre 1944 et mars 1945, notamment vingt agents du SOE, parmi lesquels figure « Allard Lt. E.A.L. ».